# Hosokawa Fujitaka
Hosokawa Fujitaka est un nom japonais traditionnel ; le nom de famille (ou le nom d'école), Hosokawa, précède donc le prénom (ou le nom d'artiste).
Hosokawa Fujitaka (細川 藤孝, 3 juin 1534-6 octobre 1610) est un daimyo de l'époque Sengoku, également connu sous le nom Hosokawa Yūsai (細川 幽斎). Fujitaka est un important obligé à la cour des derniers shoguns Ashikaga. Il y apparaît en tant que poète, en coopération avec le maître renga Satomura Joha. Après la mort de Yoshiteru en 1565, il se joint à Ashikaga Yoshiakiau, le jeune frère de celui-ci. 

## Biographie
Comme Ashikaga est nommé shōgun par Oda Nobunaga, il le suit à Kyōto. Il épouse Numata Jakō vers 1562. Ils ont un fils, Hosokawa Tadaoki en 1563.
Après qu'Oda Nobunaga a chassé Yoshiaki en 1573, il rejoint les Oda en 1580 et Oda Nobunaga le récompense en lui accordant le fief de Tango. Son fils, Hosokawa Tadaoki, devient l'un des principaux généraux du clan Oda.
Après l'incident du Honnō-ji en 1582, Fujitaka refuse de se joindre à Akechi Mitsuhide à la bataille de Yamazaki, en dépit du fait que son fils, Hosokawa Tadaoki, est marié à Hosokawa Gracia, la fille d'Akechi. Fujitaka prend la tonsure et devient moine bouddhiste sous le nom religieux de « Yūsai » et délègue son statut de daimyo à Tadaoki. Cependant, il reste actif dans la vie politique en tant que conseiller culturel, sous Toyotomi Hideyoshi qu'il accompagne lors de plusieurs batailles, et Ieyasu Tokugawa. Hideyoshi accorde à Fujitaka une propriété où se retirer d'une valeur de 3 000 koku dans la province de Yamashiro en 1586, puis ajoute 3 000 koku supplémentaires en 1595.
Ishida Mitsunari demande à Fujitaka de se joindre à l'armée de l'ouest mais Fujitaka refuse en raison d'une manœuvre d'Ishida qui avait eu pour conséquence la mort de Hosokawa Gracia et de sa petite-fille. En tant que général de l'armée de l'Est, il s'installe en garnison au château de Tanabe avec près de 500 soldats. Lorsque le château est assiégé par l'armée de l'Ouest forte de 15 000 hommes, le général Ishida Mitsunari commandant le siège témoigne d'un grand respect pour Fujitaka. Pour cette raison, l'attaque est dépourvue de l'esprit qui anime d’ordinaire un siège de samouraïs : les attaquants se contentent de tirer sur les murs avec des canons chargés uniquement de poudre. Fujitaka ne dépose les armes qu'après un décret impérial de l'empereur Go-Yōzei. Quoi qu'il en soit, cela se passe dix-neuf jours avant la bataille de Sekigahara, à laquelle il ne participe pas (non plus que les attaquants).
À côté de poèmes waka, Hosokawa écrit des critiques littéraires et des récits historiques. Il est considéré comme un éminent spécialiste de l'histoire de la ville de Kyoto.
Fujitaka est enterré à Kyoto, mais il a une deuxième tombe à Kumamoto, alors sous le contrôle de son petit-fils Tadatoshi.

## Source de la traduction
- (de)/(en) Cet article est partiellement ou en totalité issu des articles intitulés en allemand « Hosokawa Fujitaka » (voir la liste des auteurs) et en anglais « Hosokawa Fujitaka » (voir la liste des auteurs).